# جفری یوهالم
جفری یوهالم (به انگلیسی: Jeffrey Yohalem) (متولد ۱۹۸۲/۱۹۸۳) کارگردان و نویسنده بازی‌های ویدئویی آمریکایی است. وی یکی از اعضای استودیو یوبی‌سافت مونترآل است که تاکنون نویسندگی بازی‌هایی چون کیش یک آدم‌کش ۲، کیش یک آدم‌کش: برادری و فار کرای ۳ را بر عهده داشته‌است.

## فعالیت‌ها
| سال  | عنوان                            | یادداشت                          |
| ---- | -------------------------------- | -------------------------------- |
| ۲۰۰۸ | Tom Clancy's Rainbow Six: وگاس ۲ | طراح داستان                      |
| ۲۰۰۹ | اساسینز کرید ۲                   | نویسنده و طراح                   |
| ۲۰۱۰ | اساسینز کرید: برادری             | داستان توسط و نویسنده اصلی       |
| ۲۰۱۰ | اساسینز کرید (مجموعه بازی)       | کوتاه                            |
| ۲۰۱۱ | اساسینز کرید: افشاگری‌ها          | نویسنده                          |
| ۲۰۱۲ | اساسینز کرید ۳                   | داستان چند نفره                  |
| ۲۰۱۲ | فار کرای ۳                       | نویسنده اصلی                     |
| ۲۰۱۴ | فرزند نور                        | همکار و نویسنده یگانه            |
| ۲۰۱۴ | اساسینز کرید: وحدت               | دیالوگ‌های اضافی و DLC Dead Kings |
| ۲۰۱۵ | اساسینز کرید: سندیکا             | نویسنده اصلی                     |
| ۲۰۱۸ | نفرتاری: سفر به ابدیت            | کوتاه                            |
| ۲۰۲۰ | فناناپذیران ظهور فنیکس           | کارگردان داستان و نویسنده اصلی   |